# Aerodramus vulcanorum
Aerodramus vulcanorum — вид птиц семейства стрижиных.

## Описание
Тёмно-серый стриж с размытой серо-коричневой полосой на надхвостье и хорошо заметным вильчатым хвостом. Голова темнее основного оперения, крылья и хвост черноватые с пурпурным блеском. Оперение в нижней части, особенно на горле, тёмное. Бёдра у птиц белые, при этом у самцов они почти голые, а у самок - с перьями. Контурные перья молодых особей белее, а полоса на надхвостье почти не определена. Длина тела составляет 13-14 см. 
Отличается от гималайской саланганы менее заметной полосой на надхвостье, более тёмным оперением в нижней части, меньшей растительностью на бёдрах и менее глубоким разрезом на хвосте.
Позывки Aerodramus vulcanorum отличаются от звуковых сигналов гималайской саланганы. Они включают пронизывающие «teeree-teeree-teeree», одиночные и двойные щелчки для эхолокации.

## Распространение
Aerodramus vulcanorum обитает в горах в западной части острова Ява. Площадь ареала составляет 19 800 км² и включает только территорию Индонезии. Птицы обитает на высоте над уровнем моря от 1000 до 3000 метров. Точно известно о четырёх колониях в западной части острова: около вулканов Геде, Пангранго, Тангкубан и Папандайян. По самой осторожной оценке, каждая колония включает 25 пар, а общее количество птиц составляет около 400 особей. Ещё пять колоний, а западной, центральной и восточной частях острова, скорее всего тоже принадлежат этому виду. Ведут оседлый образ жизни.
Международный союз охраны природы относит Aerodramus vulcanorum к видам, близким к уязвимому положению, с 1994 по 2000 год его относили к уязвимым видам. На популяцию птиц влияние может оказывать потеря естественной среды обитания, вулканическая активность в регионе, а также туризм в районе вулканов Геде и Тангкубан.

## Питание
Птицы охотятся вокруг вулканов или над холмистыми девственными лесами. Особенности рациона не изучены.

## Размножение
В отличие от остальных саланган, гнёзда которых расположены в известняковых пещерах, представители данного таксона гнездятся в расщелинах в скалах вулканического происхождения на высоте 2200-3000 метров над уровнем моря. Все известные гнездовые колонии расположены у активных вулканов, то есть в любой момент могут исчезнуть.
Самка может откладывать яйца в среднем на протяжении пяти лет.

## Систематика
Данный вид был описан немецким зоологом Эрвином Штреземаном в 1926 году на основе экземпляра, полученного на западе острова Ява как подвид гималайской саланганы (Aerodramus brevirostris). Изучение особенностей эхолокации этих таксонов подтвердило разделение видов. 
Долгое время данный таксон относился к роду саланган (Collocalia). В 1970 году южноафриканский орнитолог Брук, Ричард Кендалл разделил род на три группы, одна из которых — Aerodramus (от греч. αερος — «воздух», греч. δρομος — «гонщик») — включала неблестящих стрижей, способных к эхолокации. Вместе с тем, название Collocalia vulcanorum также продолжает использоваться.
В настоящее время Aerodramus vulcanorum относят к роду Aerodramus семейства стрижиных.